# فيل جوستين
فيل جوستين (بالإنجليزية: Phil Heath)‏ (24 نوفمبر 1964 في المملكة المتحدة - ) هو لاعب كرة قدم بريطاني في مركز الهجوم. لعب مع أكسفورد يونايتد وستوك سيتي وكارديف سيتي ونادي ألدرشوت وAylesbury United F.C. ‏ وChipping Norton Town Swifts F.C. ‏.